# Ftioceroles

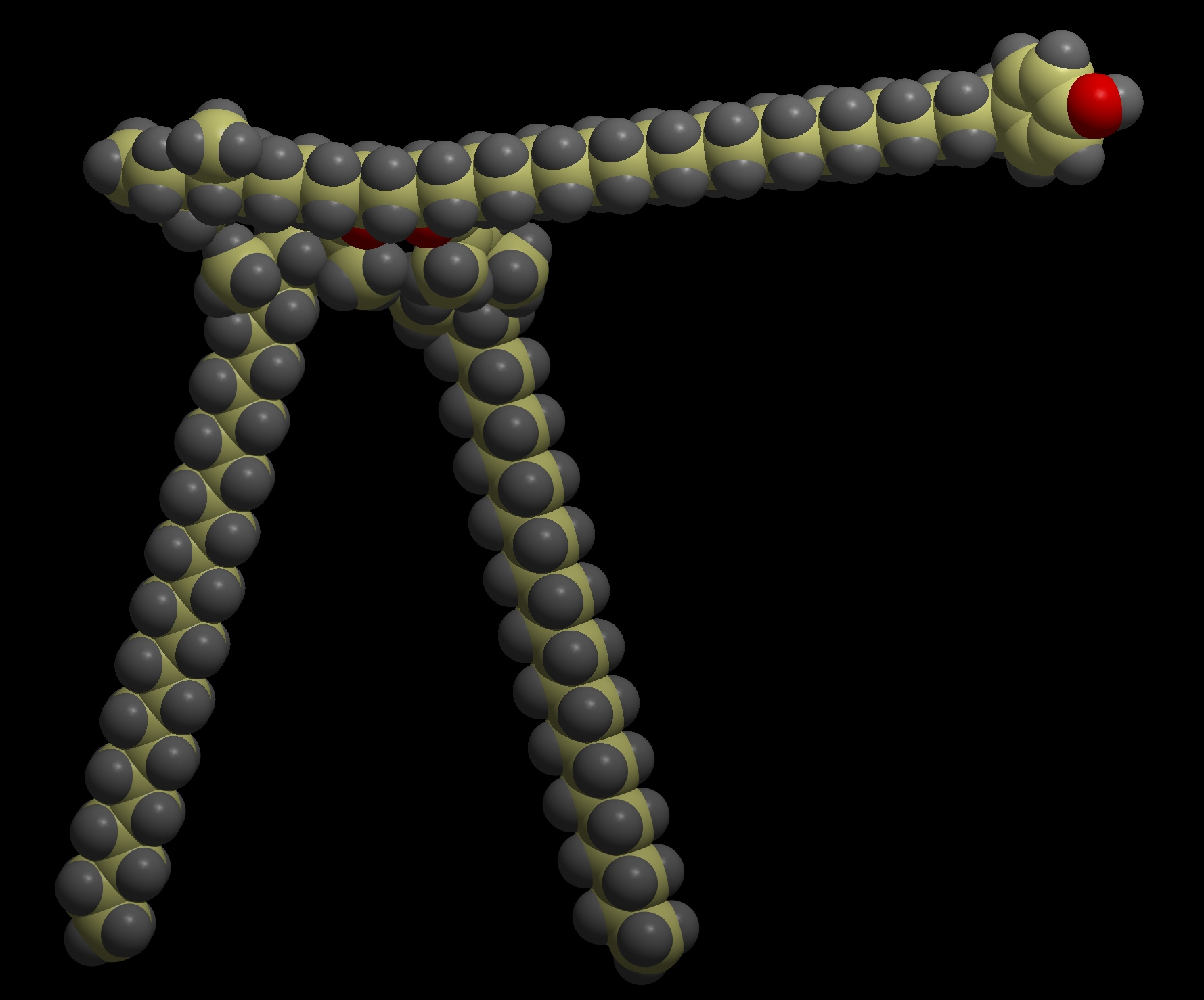
Lípido ftiocerol (PDIM) típico de la pared celular micobacteriana como modelo VDW.

Los ftioceroles y los lípidos de ftiocerol son un grupo de ceras que son producidas exclusivamente por micobacterias patógenas y forman parte de su pared celular más externa. Se trata tanto de dioles de cadena larga, sus diésteres con ácidos grasos especiales de cadena larga, así como otros derivados como cetonas y glucósidos. Son en parte responsables de que estos gérmenes sean capaces de detener la respuesta inmune innata del organismo infectado y sobrevivan en los macrófagos durante mucho tiempo ("infección latente"). Un tercio de la población mundial está infectada de forma latente con micobacterias.
La estructura básica de los lípidos de ftiocerol es el ftiocerol con 33-41 átomos de Carbono, que lleva dos grupos hidroxi adyacentes y un grupo metilo y uno metoxi. Con él se esterifican dos residuos de ácidos grasos idénticos, que pueden tener entre 27-31 átomos de Carbono de longitud y llevar dos o tres residuos de metilo en las posiciones 2,3 y 4. Dado que estos ácidos grasos se denominan ácido micocerosínico y ácido ftioceránico, los diésteres se denominan dimicocerosato de ftiocerol (DIM) y diftioceranato de ftiocerol (DIP), respectivamente. Otro derivado de fenilo se abrevia como PDIM y los glicósidos como PGL (glicolípido fenólico). La longitud de las cadenas y la composición de los glucósidos es diferente en cada especie bacteriana.
Después de la captación (fagocitosis) de las micobacterias por los fagocitos del organismo infectado, éstas se localizan inicialmente en un fagosoma llamado endosoma. El proceso normal sería una maduración gradual del endosoma con posterior fusión con un lisosoma. Se ha demostrado que el PDIM es un factor en Mycobacterium marinum que previene esto.

## Utilizar como biomarcador
Los ftioceroles son ceras estables y específicas de las micobacterias. Por lo tanto, son ideales para servir como indicadores de infección micobacteriana en esqueletos de mamíferos. Estas propiedades fueron confirmadas en un estudio de cadáveres de casi 200 años de antigüedad que habían muerto demostrablemente de tuberculosis. 